# Mark Walters (cyclisme)
Pour le footballeur anglais, voir Mark Walters. Pour les homonymes, voir Walters.
Mark Walters, né le 15 février 1976 à Milfort, est un coureur cycliste canadien. Professionnel de 1998 à 2008, il a été champion du Canada sur route en 1998 et 2001. Il a notamment remporté le Philadelphia International Championship, cadre du championnat des États-Unis de cyclisme sur route.

## Palmarès
- 1997
  - 2e du championnat du Canada du contre-la-montre espoirs
- 1998
  -  Champion du Canada sur route
  - 5e étape du Tour de Beauce
  - 3e étape du Bob Cook Memorial-Mount Evans
  - Reddings 3-Days :
    - Classement général
    - 3e étape
- 1999
  - New Jersey Classic
  - 5e étape Tour de Toona
  - Tour d'Okinawa
  - 2e du Tour de Toona
  - 3e du championnat du Canada sur route
  - 3e du championnat du Canada du critérium
- 2000
  - Chris Thater Memorial Criterium
- 2001
  -  Champion du Canada sur route
  - 3e du Tour de Somerville
  - 3e du Circuit du Houtland
- 2002
  - Chris Thater Memorial Criterium
  - Philadelphia International Championship
- 2003
  - 6e étape du Tour de Toona
  - 2e de l'Athens Twilight Criterium
  - 2e du Tour de Toona
  - 2e du championnat du Canada sur route
  - 2e de la Green Mountain Stage Race
- 2004
  - 3e étape de la Fitchburg Longsjo Classic
  - 3e de la Fitchburg Longsjo Classic
- 2007
  - 1re étape du Tour de Beauce

## Classements mondiaux
| Année            | 2005 | 2006 | 2007 | 2008 |
| ---------------- | ---- | ---- | ---- | ---- |
| UCI Asia Tour    | 157e | 195e |      |      |
| UCI America Tour | 197e |      | 74e  | 143e |
| UCI Europe Tour  | 644e |      |      |      |